# Kamešnjak Veli
Kamešnjak Veli je nenaseljeni otočić u hrvatskom dijelu Jadranskog mora.
Njegova površina iznosi 0,072 km². Dužina obalne crte iznosi 1,31 km.